# Diangounté Camara
Diangounté è un comune rurale del Mali facente parte del circondario di Diéma, nella regione di Kayes.